# Mario Nerbini
Mario Nerbini (Firenze, 9 novembre 1899 – Roma, 25 giugno 1987) è stato un editore italiano, noto per aver prodotto, tra le altre cose, il primo albo di Topolino pubblicato in Italia.

## Biografia
Figlio dell'editore fiorentino Giuseppe Nerbini, dopo il fallimento della casa editrice paterna nel 1914 influisce sul cambiamento di identità politica della casa editrice, che fino a quel momento aveva pubblicato libri e giornali socialisti. Così nasce, per esempio, alla fine del 1914, il giornale satirico politico Il 420, che appoggerà Benito Mussolini e i fascisti, fiancheggiando il governo fino al 1944.
Scrive la storia a fumetti Le avventure aviatorie di un Balillino, disegnate da Carlo Cossio, e pubblicata su un supplemento speciale del 14 ottobre 1928 al settimanale Il 420 che è stata a lungo considerato il primo albo a fumetti pubblicato in Italia fino a quando non si è ritrovata una copia di un albo edito dalla Casa Editrice Imperia, Le burle di Furbicchio ai maghi, risalente al 1924. La scelta della nuova Casa Editrice Nerbini di dedicarsi alle riviste popolari e ai periodici per ragazzi conduce, alla fine del 1932, alla pubblicazione del primo numero del giornale settimanale Topolino, un successo editoriale che passerà dalle iniziali 30 000 copie a circa 300.000.
Quando il padre muore prematuramente nel gennaio del 1934 (per malattia, ma anche stroncato dal dolore per la morte violenta dell'altro figlio), egli assume la direzione della casa editrice e attua, prima della fine dell'anno, il grande progetto – già maturato con il padre, del giornale a fumetti L'avventuroso.